# Rubus rhombicus
Rubus rhombicus är en rosväxtart som beskrevs av Heinrich E. Weber. Rubus rhombicus ingår i släktet rubusar, och familjen rosväxter. Inga underarter finns listade i Catalogue of Life.